# Compsoceridius gounellei
Compsoceridius gounellei is een keversoort uit de familie boktorren (Cerambycidae). De wetenschappelijke naam van de soort is voor het eerst geldig gepubliceerd in 1908 door Bruch.